# Kaukázusi bölény
A kaukázusi bölény (Bison bonanus caucasicus) az emlősök (Mammalia) osztályának párosujjú patások (Artiodactyla) rendjébe, ezen belül a tülkösszarvúak (Bovidae) családjába és a tulokformák (Bovinae) alcsaládjába tartozó európai bölény (Bison bonasus) egyik kihalt alfaja.

## Előfordulása
A kaukázusi bölény eredeti előfordulási területe, amint neve is utal rá, a Kaukázus volt, valamint eme hegység európai, illetve ázsiai határterületei.

### Kihalása és „feltámasztása”
A 17. században a Kaukázus nyugati oldalán még egészséges állományokkal rendelkezett. Miután a 19. században egyre több ember telepedett le a környéken, a kaukázusi bölény egykori állománya 10 százalékára csökkent le. Az 1860-as években körülbelül 2000 példánya létezhetett; ez a szám 1917-ben 500-600 főre csökkent. Négy évvel később már csak 50 kaukázusi bölény létezett. 1927-ben, a helybéli orvvadászok lelőtték az utolsó három példányt is.
1940-ben és 1959-ben, európai síksági bölény (Bison bonanus bonasus) és amerikai bölény (Bison bison) hibrideket telepítettek be a Kaukázus oroszországi részébe. Később eme hibrid állományba újabb, tisztavérű európai síksági bölényeket vegyítettek. 2000-ben, semmiféle kutatás nélkül, helytelenül, ez a hibrid állomány a Bison bonasus montanus nevet kapta.

## Megjelenése
Mivel igen korán kihalt, a kaukázusi bölényt nem írták le pontosan; csak néhány archív kép van róla, abból pedig csak külsejét tudjuk meg, testtömegét nem. Mivel hegyvidéken élt, lábai jobban alkalmazkodtak a hegyekhez, mint azok az európai síksági bölény esetében; azaz patái rövidebbek, viszont magasabbak voltak, vállövei jól kifejlettek. A síkságinál valamivel kisebb lehetett. A két alfaj koponyája hasonló, azonban a kaukázusi szarva nagyobb és vastagabb volt. Testszőrzete kevésbé bozontos, viszont tarkóján göndör szálak ültek.

## Fordítás
- Ez a szócikk részben vagy egészben  a   Caucasian wisent című angol Wikipédia-szócikk ezen változatának fordításán alapul.  Az eredeti cikk szerkesztőit annak laptörténete sorolja fel. Ez a jelzés csupán a megfogalmazás eredetét és a szerzői jogokat jelzi, nem szolgál a cikkben szereplő információk forrásmegjelöléseként.